# Justin Prentice
Justin Pierce Prentice(Nashville, 25 de março de 1994) é um ator norte-americano, mais conhecido por seus papéis como Drew Holt Cash Gallagher na sitcom da ABC, Malibu Country e Bryce Walker na série original Netflix, 13 Reasons Why, baseado no romance de Jay Asher.
Em 2017, Prentice apareceu na série Preacher da AMC.

## Filmografia

### Cinema
| Ano  | Título                 | Papel              | Notas           |
| ---- | ---------------------- | ------------------ | --------------- |
| 2011 | Terri                  | Dirty Jack         |                 |
| 2015 | Sex, Death and Bowling | Rick (adolescente) |                 |
| 2017 | Brownstone             | Luke               | Em Pré produção |

### Televisão
| Ano       | Título              | Papel                   | Notas                          |
| --------- | ------------------- | ----------------------- | ------------------------------ |
| 2010      | Criminal Minds      | Ryan Krouse             | Episódio: "Risky Business"     |
| 2010      | Melissa & Joey      | Brett                   | Episódio: "In Lennox We Trust" |
| 2010      | The Middle          | Garoto adolescente      | Episódio: "Halloween"          |
| 2011      | Victorious          | Pai de Ariel            | Episódio: "Wok Star"           |
| 2011      | iCarly              | Brad                    | 2 Episódios                    |
| 2011      | Suburgatory         | Joey                    | Episódio: "The Barbecue"       |
| 2012      | Marvin Marvin       | Cliff Drill             | Episódio: "Pilot"              |
| 2012–2013 | Malibu Country      | Cash Gallagher          | Elenco principal, 18 episódios |
| 2013      | The Legend of Korra | Jaya (voz)              | 2 episódios                    |
| 2014      | NCIS                | Navy Ensign Michael Fox | 2 episódios                    |
| 2015      | Glee                | Darrell                 | 2 episódios                    |
| 2015      | NCIS: New Orleans   | Cade (jovem)            | Episódio: "You'll Do"          |
| 2015      | Castle              | Scott Powell            | Episódio: "PhDead"             |
| 2015      | The Mindy Project   | Eric                    | Episódio: "Road Trip"          |
| 2015      | CSI: Cyber          | Carter Harris           | Episódio: "iWitness"           |
| 2015–2016 | iZombie             | Brody Johnson           | 2 episódios                    |
| 2016      | Awkward             | Patrick                 | 5 episódios                    |
| 2016      | Those Who Can't     | Bryce                   | 4 episódios                    |
| 2017–2020 | 13 Reasons Why      | Bryce Walker            | Elenco principal, 26 episódios |
| 2017      | Preacher            | Tyler                   | 3 episódios                    |